# Johann Winter von Andernach

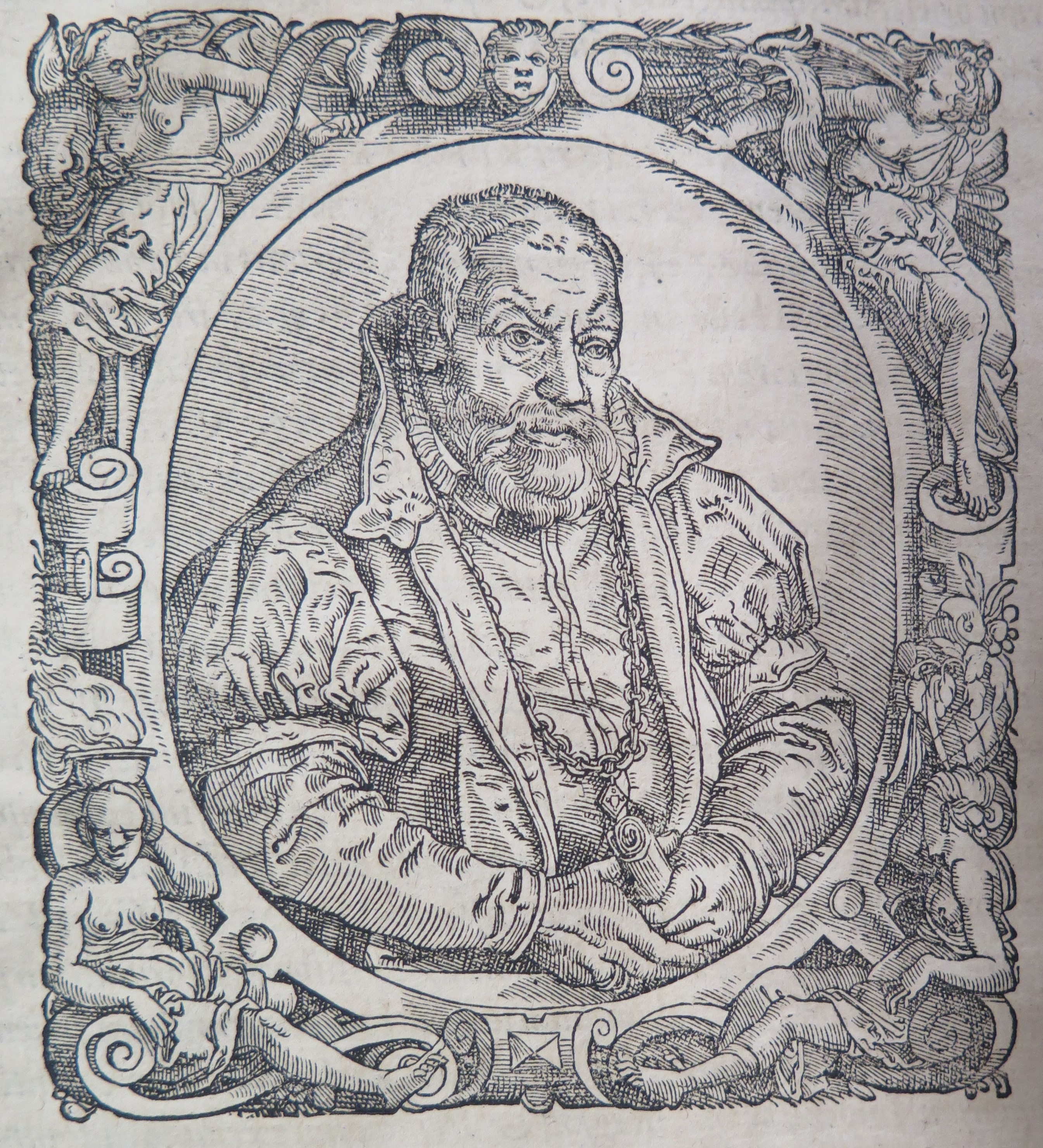
Johann Winter von Andernach, Holzschnitt (1571) von Tobias Stimmer

Johann Winter von Andernach, auch Johannes Wint(h)er von Andernach, geboren als Johann Winter, latinisiert Ioannes Guintherius Andernacus (Antunnacensis) (* 1505 in Andernach; † 4. Oktober 1574 in Straßburg) war ein deutscher Mediziner, Arzt, Anatom, Universitätsprofessor, kaiserlicher und pfalzgräflicher Leibarzt, Humanist, Übersetzer antiker, meist medizinischer Werke (wie der des Galenos) und Verfasser eigener medizinischer, sprachlicher und geisteswissenschaftlicher Werke.

## Name
Johann Winter (Johannes Winther) von Andernach hat bereits im Laufe seines Lebens viele Namensvariationen erlebt. Infolge der Übertragung des Namens „Winter“ ins Italienische und Lateinische taucht wegen des damaligen Ersatzes des „W“ durch „G“ bzw. „Wi“ durch „Gui“ der Name „Guenther“ auf und alle seine Ableitungen. Da „Guenther“ bzw. „Günter“ auch ein bekannter deutscher Name war und ist, hielt man ihn für seinen wahren Namen. So hieß Johann Winter
- in Deutschland: Johann Winter, Johann Winter von Andernach, Johannes Winther (von Andernach), Johann Gwynther von Andernach
- in Frankreich: Gonthier d’Andernach, Jehan Guinter d’Andernach
- in Italien: Ioannes Guinterius Andernacus, Guenter Andernacus
- in Latein: Guintherus Andernacus, Ioannes Guinterius Andernacus

Weitere Variationen sind „Johann Guenther von Andernach“, „Johann Günther von Andernach“, „Johann Guinterus (Guintherius) von Andernach“. Daneben hatte er auch eine Art Künstlernamen – Ionas Philologus, Jonas der Philologe.

## Leben
Über Johann Winters Familie und seine Jugend ist wenig bekannt. Er kam wohl aus armen Verhältnissen und besuchte die städtische Schule in Andernach. Er verließ seine rheinische Heimatstadt bereits 1517 im Alter von 12 Jahren. Er hatte einen scharfen Verstand, war sehr wissbegierig und stets auf der Suche, seine Kenntnisse zu mehren. Er zog nach Utrecht, studierte die Künste und Griechisch, lernte dort den späteren Philologen Lambert van den Hove als Mitschüler kennen und knüpfte Kontakte zu Herzog Johann III. von der Mark, der sein Gönner wurde. Weitere Stationen waren Deventer und Marburg, wo er seine humanistischen und Philosophiestudien abschloss.
Sein pädagogisches Engagement brachte Winter eine Stelle als Rektor einer vorbereitenden Schule in Goslar ein. Nach Vertiefung seiner Latein- und Griechischkenntnisse ging er 1524 nach Löwen und führte am dortigen Dreisprachenkolleg (Collegium Trilingue für Griechisch, Latein und Hebräisch) seine Studien fort. Sein Griechisch vervollkommnete er bei Rutger Rescius am Collegium Buslidanum, wo er zum Lebensunterhalt nebenher selbst Griechisch unterrichtete. 1525 ging er nach Lüttich zum Studium der Medizin, das er möglicherweise in seiner Goslarer Zeit bereits in Leipzig begonnen hatte.
Als seine finanzielle Situation immer dramatischer wurde, zog er 1527 nach Paris und setzte dort 1528 sein Medizinstudium an der Sorbonne fort. An der Pariser Universität lehrte er auch Griechisch und veröffentlichte ein Lehrbuch zur griechischen Sprache. Winter bestand das Bakkalaureat in Medizin am 18. April 1528, nachdem ihm zwei Zeugen seine Studien in Leipzig attestiert hatten. Johann Winter hatte in Paris enge Verbindungen zu Guillaume Budé und Janos Laskaris. Am 4. Juni 1530 schloss er sein Studium mit der Lizenziatprüfung ab und wurde am 29. Oktober 1532 zum Doktor der Medizin promoviert. Die Medizinische Fakultät der Sorbonne ernannte ihn am 6. Februar 1533 zum Magister regens der Medizin und verlieh ihm am 7. November 1534 als Professor den Zweiten Lehrstuhl für Medizin bei einem Gehalt von 25 Livres. In Paris lehrte er bis 1536, wo Jacobus Sylvius Anatomie unterrichtete. Im Rahmen seiner akademischen Obliegenheiten leitete Winter den alljährlichen Wintersemesterkurs in Humananatomie, die unter dem Einfluss der damals geltenden Lehrmeinung des antiken griechischen Arztes Galenos von Pergamon (129–199) stand und derart ablief, dass Winter las und ein Bader die Sektion zur Demonstration der galenischen Anatomietheorie durchführte.
Einer seiner berühmtesten Schüler zwischen 1533 und 1536 war der Flame Andreas Vesalius aus Brüssel, der Winters Anatomieinstruktionen jedoch nicht ganz akzeptierte. Es war Winters Verdienst, dass Vesalius versuchte, seinen Studenten durch praktische Teilnahme an den Sektionen Erfahrungen zu vermitteln. Ein anderer von Winters Schülern, der aus Spanien stammende Michael Servetus, entdeckte den kleinen Blutkreislauf.
Winters Karriere entwickelte sich steil. König Franz I. berief ihn als einen seiner Leibärzte an seinen Hof in Blois und Paris. Viele suchten bei dem beliebten und von Kollegen geschätzten Arzt Hilfe und Rat. Eine Leibarztstelle am dänischen Hof Christians III. lehnte er ab. Zu Lebzeiten bekannt wurde Johann Winter durch Übersetzungen von Werken Galens im Jahre 1528. Ende 1537 verlegte Winter, wohl aus Glaubensgründen und wegen der strengeren Religionspolitik in Frankreich, seinen Wohnsitz nach Metz nahe der damaligen Reichsgrenze und 1544 nach Straßburg. In beiden Städten praktizierte Johann Winter als praktischer Arzt. 1543 heiratete er seine zweite Frau, Felicitas (die als Felicitas Scher von Schwarzenburg geborene Witwe des Straßburger Stadtschreibers Frosch). Die Straßburger Bürgerschaft nahm ihn unter dem Namen Johann Andernach (Jehan d’Andernach) auf und übertrug ihm eine Stelle als Griechischlehrer am Straßburger Gymnasium unter Johannes Sturm. Er war mit verschiedenen Straßburger Reformatoren (Matthäus Zell, dessen Frau Katharina Zell, Martin Butzer) befreundet und pflegte Schriftverkehr mit Philipp Melanchthon, Martin Luther und Erasmus von Rotterdam. Durch Butzer bekam er eine Leibarztstelle beim Pfalzgrafen Wolfgang von Zweibrücken. Mit der Zeit baute er eine Arztpraxis auf, erfuhr aber wegen seiner Doppelbeschäftigung Neid und Intrigen, so dass er die Lehrtätigkeit 1556 aufgab.
1541 und 1563 suchten zwei schwere Pestepidemien Straßburg heim, bei denen er als Pestarzt wirkte und darüber publizierte. Von Straßburg aus reiste er nach Italien und in seine Heimat Deutschland, wo er auch seine Heimatstadt Andernach aufsuchte und die Tönissteiner Römerquelle (in den damaligen Andernacher Annalen niedergelegt) als sehr heilsam begutachtete. Der römisch-deutsche König und spätere Kaiser Ferdinand I. erhob ihn um 1540 in den Adelsstand, was den Namenszusatz „von Andernach“ als echten adeligen Namensteil ausweist, nicht nur als Herkunftsbezeichnung. Seine Studien der klassischen griechischen Ärzte setzte er weiterhin fort und übersetzte 1549 die Werke des Alexander von Tralleis ins Lateinische und gab 1556 eine überarbeitete Ausgabe heraus.
Seine Arbeit als praktischer Arzt übte der „philologische Mediziner“ bis zu seinem Tode aus. Winter besaß auch osteologische und mykologische Kenntnisse. Hervorragend waren seine Beschreibungen des weiblichen Beckens mit allen Organen. Er war einer der fortschrittlichsten humanistisch gebildeten Ärzte seiner Zeit. Im Alter von 69 Jahren verstarb Johann Winter in Straßburg am 4. Oktober 1574 und wurde an der Straßburger St. Galluskirche bestattet. Er hinterließ seiner Heimatstadt Andernach eine ansehnliche Armenstiftung.

## Museum
Die Stadt Andernach hat ihm ein medizinhistorisches Museum gewidmet. Es wurde 1992 eröffnet und enthält in vier Räumen auf 110 Quadratmetern zahlreiche Exponate zu seinem Leben und Wirken und zu späteren medizinischen und pflegerischen Entwicklungen aus mehreren Fachgebieten.

## Publikationen
- Syntaxis Graeca. Paris 1527 (Griechischer Satzbau)
- Galenos’ Werke übersetzt ins Lateinische:
  - De anatomicis administrationibus. 9 Bücher, Paris 1531.
  - De Hippocratis et Platonis placitis. Paris 1534.
  - Anatomicarum institutionum, secundum Galeni sententiam. 4 Bücher. Paris/Basel 1536, Venedig 1538, Padua 1558. Genannt auch Institutiones anatomices,
  - Claudii Galeni Pergameni Medicorum Omnium Ferè principis opera, nunc demum a clarissimis et eruditis viris latinitate donata, iam vero ordine justo, et studio exquisitiore in lucem recens edita. Quibus, ut solidae veraeque medicinae, non poenitendam operam olim indulsisse iuvabit. Cratander (Andreas Leennius), Basel 1529; 27 Galenustexte in Latein von 9 verschiedenen Übersetzern, darunter J. Winter als Ionas Phil.
- Opus de re medica 7 Bücher (Medizinwerk des Paulos von Aigina), Paris 1532; übersetzt aus dem Griechischen ins Lateinische
- Oribasii medici clarissimi commentaria in Aphorismos Hippocratis hactenus non visa, Joannis Guinterii Andernaci doctoris medici industria velut e profundissimis tenebris eruta, et nunc primum in medicinae studiosorum utilitatem edita. Simon de Colines, Paris 1533.
- Alexander von Tralleis: Medici Libri Duodecim. Straßburg 1549 und (kommentiert) bei Henricus Petrus, Basel 1556; übersetzt ins Lateinische
- De victus ed medicinae ratione cum alio tum pestilentiae tempore observanda commentarius. Straßburg 1542; auf Anordnung des Straßburger Rates verfasst, französisch von Antoine Pierre 1544, von Winter 1547 unter dem Titel
- Instruction très utile par laquelle un chacun se pourra maintenir en santé, tant au temps de peste, comme autre temps. Straßburg 1544 und 1547; zu deutsch
  - Sehr praktische Anweisung, durch die ein jeder sich gesund halten kann, besonders in Pestzeiten wie in anderen Zeiten. Deutsche Fassung als
- Bericht, Regiment, und Ordnung wie die Pestilenz und die pestilenzialische Fieber zu erkennen und zu kurieren. Straßburg 1564
- Bericht vund Ordnung in disen sterbenden leuffen der Pestilentz, auf befelch {Befehl} eines ersamen Rahts der Statt Straßburg. Gestellet durch Johann Gwynther von Andernach. (Strassburg 1564: Rihel.)
- De pestilentia commentarius in quatuor dialogos distinctus. Straßburg 1565; Pestkommentar in vier unterschiedlichen Dialogen.
- Commentarius de balneis et aquis medicatis, in tres dialogos distinctus. Straßburg 1565.
- De medicina veteri et nova. Basel 1571; Alte und neue Medizin, Kombinationsversuch galenischer (humoralmedizinischer) und paracelsischer Medizin; Kaiser Maximilian II. gewidmet